# Plugin de Photoshop
Un plugin es un programa o aplicación que añade funcionalidad al programa principal donde está hospedado. También se les puede llamar extensiones o addons. Un plugin es una pequeña aplicación que desempeña un trabajo muy específico dentro del programa anfitrión. Conectable o enchufable es una cercana traducción de lo que significa plugin.

## Funcionamiento
Como todo programa o aplicación dependen en su funcionalidad de la gestión de tu procesador. Lo habitual a nivel de usuario es que recaiga toda la tarea sobre tu cpu o computadora. La ventaja es que solo utilizas los recursos de tu cpu. Lo malo es que tu cpu tiene que hacer más tareas simultáneamente y si la cargas de muchos plugins puede comenzar a funcionar más lenta o de forma errática.

## Plugins de Photoshop
La funcionalidad de Photoshop puede ser prorrogada por extensión a los programas llamados plugins de Photoshop. Algunos de los plugins son creados por el propio Adobe , como por ejemplo, Adobe Camera Raw, pero la mayoría de ellos son desarrollados por otras empresas o usuarios, de acuerdo a las especificaciones de Adobe. Algunos son gratuitos y otros son software comercial. La mayoría de los plugins de Photoshop solamente pueden trabajar con Photoshop o hosts compatibles con Photoshop, pero algunos también se pueden ejecutar como aplicaciones independientes.
Aunque Adobe permite la creación de varios tipos de plugins, como son el filtro de exportación, importación, de selección, automatización, etc, los más populares son los plugins de filtro (también conocido como 8bf plugins. Estos plugins filtro pueden modificar la imagen actual o crear un contenido totalmente nuevo. Estos son algunos de los plugins más usados:
- Plugins de corrección del color (Alien Skin Software, Nik Softwar, OnOne Software, Topaz Labs Software, The Plugin Site etc.).
- Plugins de efectos especiales (Alien Skin Software, Auto FX Software, AV Bros., Flaming Pear Software, etc.).
- Plugins de efectos 3d (Andrómeda Software, Strata , etc.).

## Aplicaciones de Host
Las aplicaciones de host o hosts plugins son aplicaciones gráficas que son capaces de ejecutar plugins. Muchas aplicaciones gráficas de apoyo comercial compatible con Photoshop plugins más conocidos son - Photoshop, Paint Shop Pro, Photoshop Elements, PhotoImpact, Corel PhotoPaint y Adobe Fireworks. Hay varias docenas más hosts plugin, incluyendo productos poco conocidos como Chasys Dibuja IES, editores gratuitos como GIMP (con ciertos add-ons) y los espectadores como IrfanView.
Photoshop es totalmente compatible con todo tipo de plugins disponibles, ciertos host, como Photoshop Elements, soportan la mayoría de ellos. La mayoría de los host solo soportan algunos formatos de plugins de filtro.
El soporte para plugins fue más uniforme hasta el año 2002, cuando Adobe Photoshop restringió el Photoshop SDK conteniendo las especificaciones para los plugins de Photoshop, haciendo así el acceso a esa información casi inaccesible.
Los desarrolladores de plug-in se enfrentan a un dilema: o admitir las características de host nuevo que apareció en Photoshop 7 y versiones posteriores, como el acceso a las capas, y perder la compatibilidad con las aplicaciones de imagen, o utilizar la versión SDK más antigua, en la que ya incluye todas las especificaciones importantes. Asegurándose de que el plug-in será apoyado por todos los hosts